# Sojus T-4
Sojus T-4 ist die Missionsbezeichnung für den am 12. März 1981 gestarteten Flug eines sowjetischen Sojus-Raumschiffs zur sowjetischen Raumstation Saljut 6. Als sechste und letzte Langzeitbesatzung dieser Station trug die Mission die Bezeichnung Saljut 6 EO-6. Es war der 15. Besuch eines bemannten Sojus-Raumschiffs bei dieser Raumstation und der 62. Flug im sowjetischen Sojusprogramm. 

## Besatzung

### Hauptbesatzung
- Wladimir Wassiljewitsch Kowaljonok (3. Raumflug), Kommandant
- Wiktor Petrowitsch Sawinych (1. Raumflug), Bordingenieur

Auch Kowaljonok erreichte damit die sowjetische Rekordmarke von drei Flügen in den Orbit.

### Ersatzmannschaft
- Wjatscheslaw Dmitrijewitsch Sudow, Kommandant
- Boris Dmitrijewitsch Andrejew, Bordingenieur

Als Ergebnis des Trainings wurde die ursprüngliche Ersatzmannschaft Kowaljonok/Sawinych als erste Mannschaft ausgewählt.

## Missionsüberblick
Durch Sojus T-4 wurde die sechste und letzte Stammmannschaft (EO-6) zur Station Saljut 6 gebracht. Die fünfte Mannschaft hatte aus drei Kosmonauten bestanden, war aber nur relativ kurze Zeit an Bord der Raumstation gewesen, die sechste Mannschaft bestand wieder nur aus zwei Raumfahrern.
Bei der Kopplung kam es zu einer Verspätung, da der Bordrechner „Argon“ meldete, dass der Kontakt zur Bodenstation TsUP unterbrochen war.
Während ihres Aufenthalts empfingen Kowaljonok und Sawinych die Gastmannschaften von Sojus 39 und Sojus 40 mit Kosmonauten aus der Mongolei und aus Rumänien.